# Лукоран
Лукоран је насељено место у саставу општине Преко у Задарској жупанији, на острву Угљану, Република Хрватска.

## Историја
До територијалне реорганизације у Хрватској налазио се у саставу старе општине Задар.

## Становништво
На попису становништва 2011. године, Лукоран је имао 503 становника.

## Попис1991.
На попису становништва 1991. године, насељено место Лукоран је имало 687 становника, следећег националног састава:
| Попис 1991.‍  | Попис 1991.‍  | Попис 1991.‍ | Попис 1991.‍ | Попис 1991.‍ |
| ------------ | ------------ | ----------- | ----------- | ----------- |
|              |              |             |             |             |
| Хрвати       | Хрвати       |             | 665         | 96,79%      |
| Југословени  | Југословени  |             | 4           | 0,58%       |
| Црногорци    | Црногорци    |             | 2           | 0,29%       |
| Аустријанци  | Аустријанци  |             | 1           | 0,14%       |
| Срби         | Срби         |             | 1           | 0,14%       |
| Украјинци    | Украјинци    |             | 1           | 0,14%       |
| Чеси         | Чеси         |             | 1           | 0,14%       |
| неопредељени | неопредељени |             | 7           | 1,01%       |
| непознато    | непознато    |             | 5           | 0,72%       |
| укупно: 687  |              |             |             |             |